# Bahia Sargento
Bahia Sargento är en vik i Mexiko.   Den ligger i delstaten Sonora, i den nordvästra delen av landet, 1 700 km nordväst om huvudstaden Mexico City.